# Zaljevska bobica
Zaljevska bobica (lat. Morella pensylvanica; sin. Myrica pensylvanica, četiri do pet metara visoki bjelogorični grm s istočne obale i priobalja Sjeverne Amerike, od otoka Newfoundland do Sjeverne Karoline. Vrsta je uvezena i u Englesku i Nizozemsku.
Pripada porodici voskovki. Grm može opstat na realtivnom slabom tlu jer ova vrsta ima korjenske čvoriće koji sadrže mikroorganizme koji mu omogućuju da dođe do dušika.
Plod je naborana bobica, važan izvor hrane za ptice Setophaga coronata. Lokalno je nazivana Northern bayberry.

## Sinonimi
- Cerothamnus pensylvanicus (Mirb.) Moldenke
- Morella macfarlanei (Youngken) Kartesz
- Myrica pensylvanica Mirb.
- Myrica cerifera var. frutescens Castigl.
- Myrica macfarlanei Youngken

## Galerija
- Plodovi
- Listovi

## Vanjske poveznice
|  | Zajednički poslužitelj ima još gradiva o temi Morella pensylvanica |
|  | Wikivrste imaju podatke o taksonu Morella pensylvanica             |